# Pamplona (stacja kolejowa)
Pamplona-Iruña – stacja kolejowa w Pampelunie, we wspólnocie autonomicznej Nawarra, w Hiszpanii. Znajdują się tu 2 perony.